# Moraea crispa
Moraea crispa är en irisväxtart som beskrevs av Carl Peter Thunberg. Moraea crispa ingår i släktet Moraea och familjen irisväxter. Inga underarter finns listade i Catalogue of Life.